# 段懿
段懿（?—?），中国南北朝北齐大臣，字德猷，武威郡姑臧县人。段荣的孙子，段韶和元渠姨的长子。

## 生平
段懿有美好的仪态，很精通音乐，善於骑马射箭。北齐天保初年，娶颍川长公主，拜驸马都尉。官位至行台右仆射，兼殿中尚书，袭封平原王。出任为兖州刺史。死后儿子段宝鼎嗣位。

## 子
- 段宝鼎，段懿子。娶中山长公主。北齐武平末年，官位至仪同三司。隋文帝开皇年间，担任骠骑大将军、开府仪同三司。隋炀帝大业初年，在饶州刺史任上去世。